# 段叔军
段叔军（?—?），西晋到五胡十六国时代军事人物，辽西鲜卑族，段部鲜卑首领段匹磾的弟弟。
318年，段末波杀堂叔段涉复辰，成为段部鲜卑的首领。段涉复辰的侄子段匹磾从幽州攻打令支的段末波，段末波击败段匹磾，晋朝太尉刘琨的嫡长子刘群被俘。段末波对刘群非常有礼，想和刘琨共同攻击段匹磾。段匹磾本来非常信任刘琨。但段匹磾的弟弟段叔军说：“我们是胡夷，能让晋朝人服从我们的原因是他们畏惧我们人数众多。现在我们骨肉不和，正是晋人图谋的机会，如果有人奉刘琨做首领起兵，我们段部鲜卑一族就完了。”段匹于是羁留了刘琨，不让他返回。五月初八，段匹磾假称奉诏拘捕刘琨，勒死刘琨。